# Andrzej Kaggwa
Andrzej Kaggwa (ur. ?, zm. 26 maja 1886 w Munyonyo) – męczennik chrześcijański, święty Kościoła katolickiego, jeden z grupy Męczenników z Ugandy, zamordowanych przez króla Mwangę II.
Był kapelmistrzem królewskim. Pod wpływem nauk misjonarzy przyjął chrzest 30 kwietnia 1882 roku. 26 maja 1886 roku został zamordowany przez ścięcie, a następnie porąbanie na kawałki. 6 czerwca 1920 papież Benedykt XV beatyfikował go. 18 października 1964 roku Paweł VI dokonał kanonizacji jego oraz innych Męczenników z Ugandy, m.in. Karola Lwangę. Jest patronem katechetów, nauczycieli i rodzin.